# Nadzieja Astapczuk
Nadzieja Astapczuk lub Nadieżda Ostapczuk (biał. Надзея Астапчук, ros. Надежда Остапчук; ur. 12 października 1980 w Rzeczycy) – białoruska kulomiotka, wicemistrzyni świata z Paryża.
Zwyciężczyni łącznej punktacji Diamentowej Ligi 2010 w pchnięciu kulą.
Jej rekord życiowy w pchnięciu kulą na stadionie wynosi 21,58 m i został ustanowiony w lipcu 2012 w Mińsku. Wynik ten jest aktualnym rekordem Białorusi, Astapczuk jest także rekordzistką kraju w hali (21,70 2010).

## Doping
Podczas igrzysk olimpijskich w 2012 roku wygrała konkurs pchnięcia kulą, jednak dzień po zakończeniu igrzysk została zdyskwalifikowana za stosowanie niedozwolonych środków, a złoty medal został jej odebrany. 7 sierpnia 2012 roku, w okresie pomiędzy zdobyciem medalu a dyskwalifikacją, została odznaczona Orderem Ojczyzny III stopnia. We wrześniu 2012 roku, szkoleniowiec zawodniczki, Aleksandr Jefrimow, przyznał się do potajemnego dodawania sterydu anabolicznego metenolonu do jedzenia podopiecznej, za co otrzymał karę czterech lat dyskwalifikacji. Astapczuk została zdyskwalifikowana przez Białoruski Komitet Olimpijski na rok.
Rok później, po ponownej analizie próbek pobranych na mistrzostwach świata w Helsinkach w 2005 roku, IAAF odebrał Astapczuk złoty medal, który zdobyła na tych zawodach.
W styczniu 2017 roku poinformowano, że została także zdyskwalifikowana z igrzysk olimpijskich w Pekinie, gdzie zajęła trzecie miejsce, ze względu na wykrycie środków dopingujących. Utraciła również dwa srebrne medale z mistrzostw świata z 2007 i 2011 roku.

## Sukcesy

### Mistrzostwa świata
| Mistrzostwa świata | Miejsce  | Data | Konkurencja    | Wynik   | Miejsce |
| ------------------ | -------- | ---- | -------------- | ------- | ------- |
| Lizbona 2001       | Lizbona  | 2001 | Pchnięcie kulą | 19,24 m |         |
| Paryż 2003         | Paryż    | 2003 | Pchnięcie kulą | 20,12 m |         |
| Helsinki 2005      | Helsinki | 2005 | Pchnięcie kulą | 20,51 m | DSQ     |
| Osaka 2007         | Osaka    | 2007 | Pchnięcie kulą | 20,51 m | DSQ     |

### Halowe mistrzostwa świata
| Mistrzostwa świata | Miasto     | Data          | Konkurencja    | Wynik   | Miejsce |
| ------------------ | ---------- | ------------- | -------------- | ------- | ------- |
| Birmingham 2003    | Birmingham | 2003          | Pchnięcie kulą | 20,31 m |         |
| Walencja 2008      | Walencja   | 9 marca 2008  | Pchnięcie kulą | 19,74 m |         |
| Ad-Dauha 2010      | Doha       | 14 marca 2010 | Pchnięcie kulą | 20,85 m |         |
| Stambuł 2012       | Stambuł    | 10 marca 2012 | Pchnięcie kulą | 20,42 m |         |

### Mistrzostwa Europy
| Mistrzostwa Europy | Miejsce   | Data | Konkurencja    | Wynik   | Miejsce |
| ------------------ | --------- | ---- | -------------- | ------- | ------- |
| Göteborg 2006      | Göteborg  | 2006 | Pchnięcie kulą | 19,42 m | DSQ     |
| Barcelona 2010     | Barcelona | 2010 | Pchnięcie kulą | 20,48   |         |

## Odznaczenia
- Order Ojczyzny III stopnia – 2012[3]
- Order Honoru – 2008[7]